# Рак матки
Рак матки — аномальный рост клеток в основном теле матки. Рак эндометрия развивается из слизистой оболочки матки, а опухоли гладких мышц и стромальные опухоли развиваются из мышц или поддерживающей ткани матки. Симптомы рака эндометрия включают необычное вагинальное кровотечение или боль в области таза. Симптомы саркомы матки включают необычное вагинальное кровотечение или образование во влагалище.
Факторы риска развития рака эндометрия включают ожирение, метаболический синдром, диабет 2 типа и семейный анамнез этого заболевания. Факторы риска саркомы матки включают предшествующую лучевую терапию таза. Диагностика рака эндометрия обычно основывается на биопсии эндометрия. Диагноз саркомы матки можно заподозрить на основании симптомов, гинекологического осмотра и медицинской визуализации.
Рак эндометрия часто можно вылечить, тогда как саркому матки лечить сложнее. Лечение может включать комбинацию хирургического вмешательства, лучевой терапии, химиотерапии, гормональной терапии и таргетной терапии. Чуть более 80 % людей живут более 5 лет после постановки диагноза.
В 2015 году во всем мире от этого заболевания пострадало около 3,8 миллиона человек, и 90 000 человек умерли. Рак эндометрия встречается относительно часто, тогда как саркома матки встречается редко В Соединённых Штатах они составляют 3,6 % новых случаев рака. Чаще всего они встречаются у женщин в возрасте от 55 до 74 лет.